# Jardin chinois
 (mars 2018).
Si vous disposez d'ouvrages ou d'articles de référence ou si vous connaissez des sites web de qualité traitant du thème abordé ici, merci de compléter l'article en donnant les références utiles à sa vérifiabilité et en les liant à la section « Notes et références ».

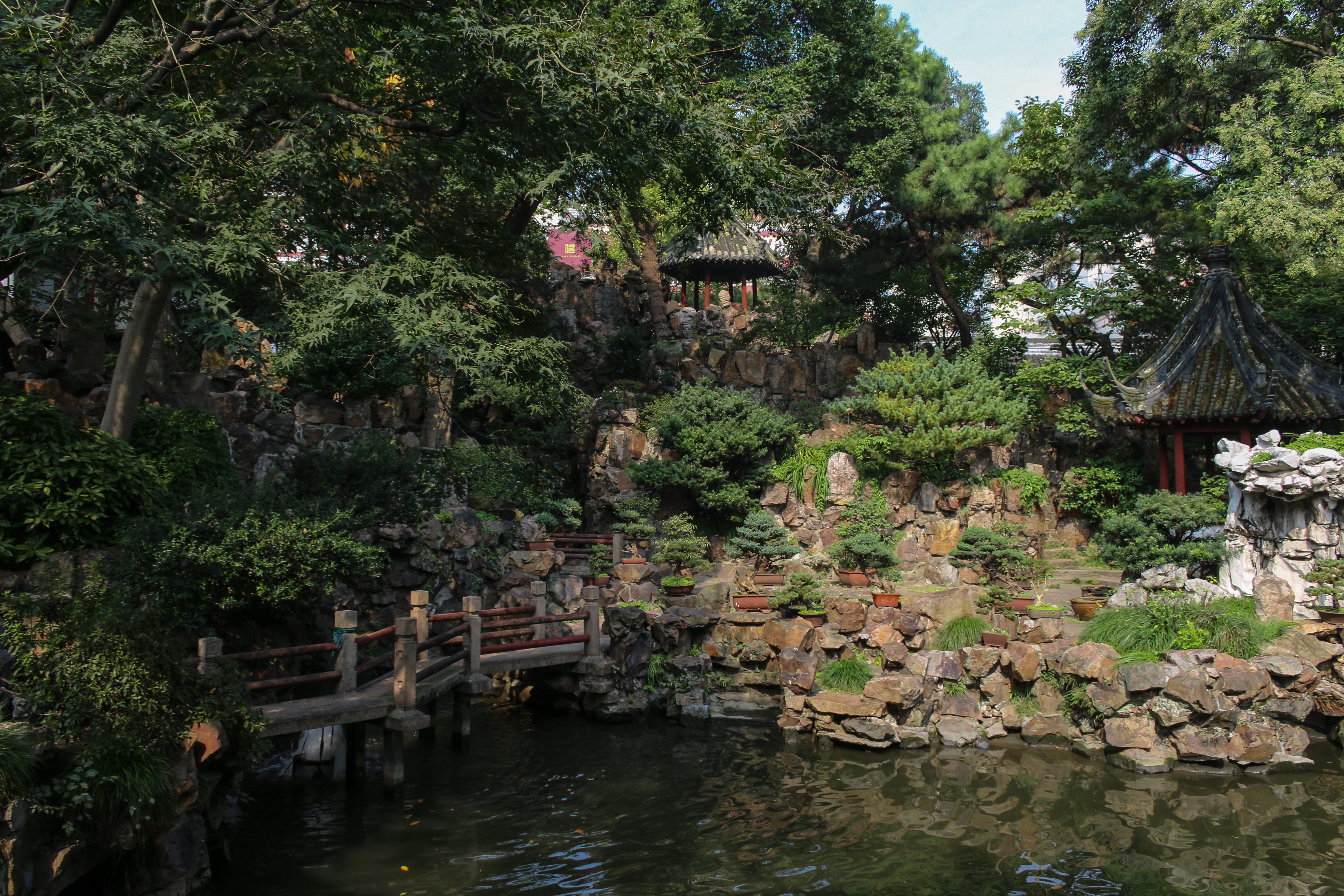
Le jardin Yuyuan à Shanghai.

Le jardin chinois est tout à la fois un lieu de vie et de divertissement dans lequel on se plaît à flâner et un lieu « magique », un cosmos miniature dans lequel on cherche à recréer l'image d'une nature idéale. Il se présente donc comme un compromis constant entre les dimensions esthétiques et symboliques. L'art du jardin appartient au même titre que la calligraphie ou la poésie aux arts sacrés chinois. 

## Historique

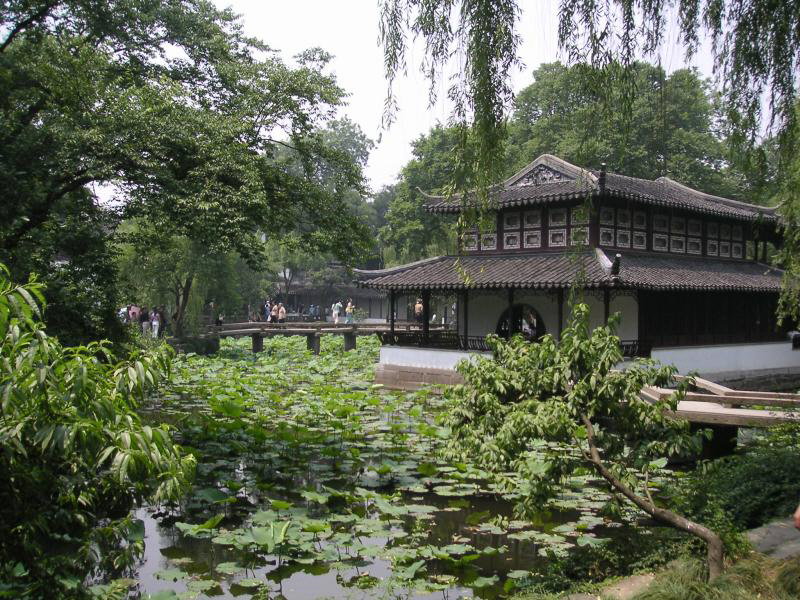
Le jardin de la politique des simples, Suzhou.

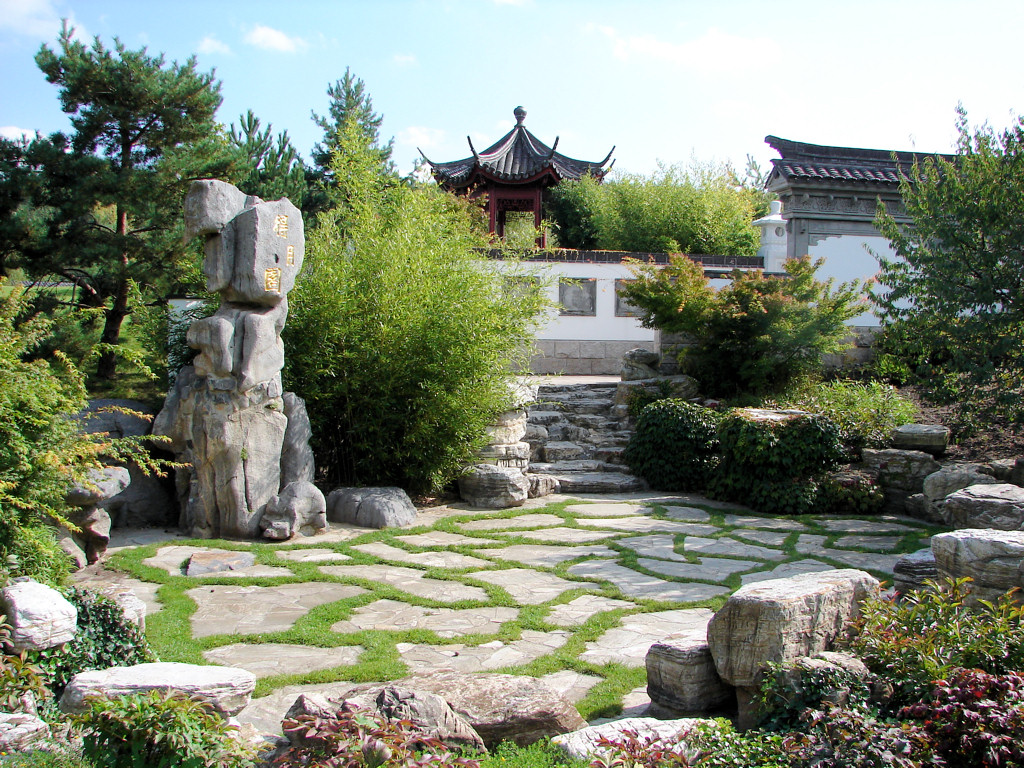
Le jardin de la lune régénérée à Berlin-Marzahn en Allemagne, le plus grand jardin chinois d'Europe.

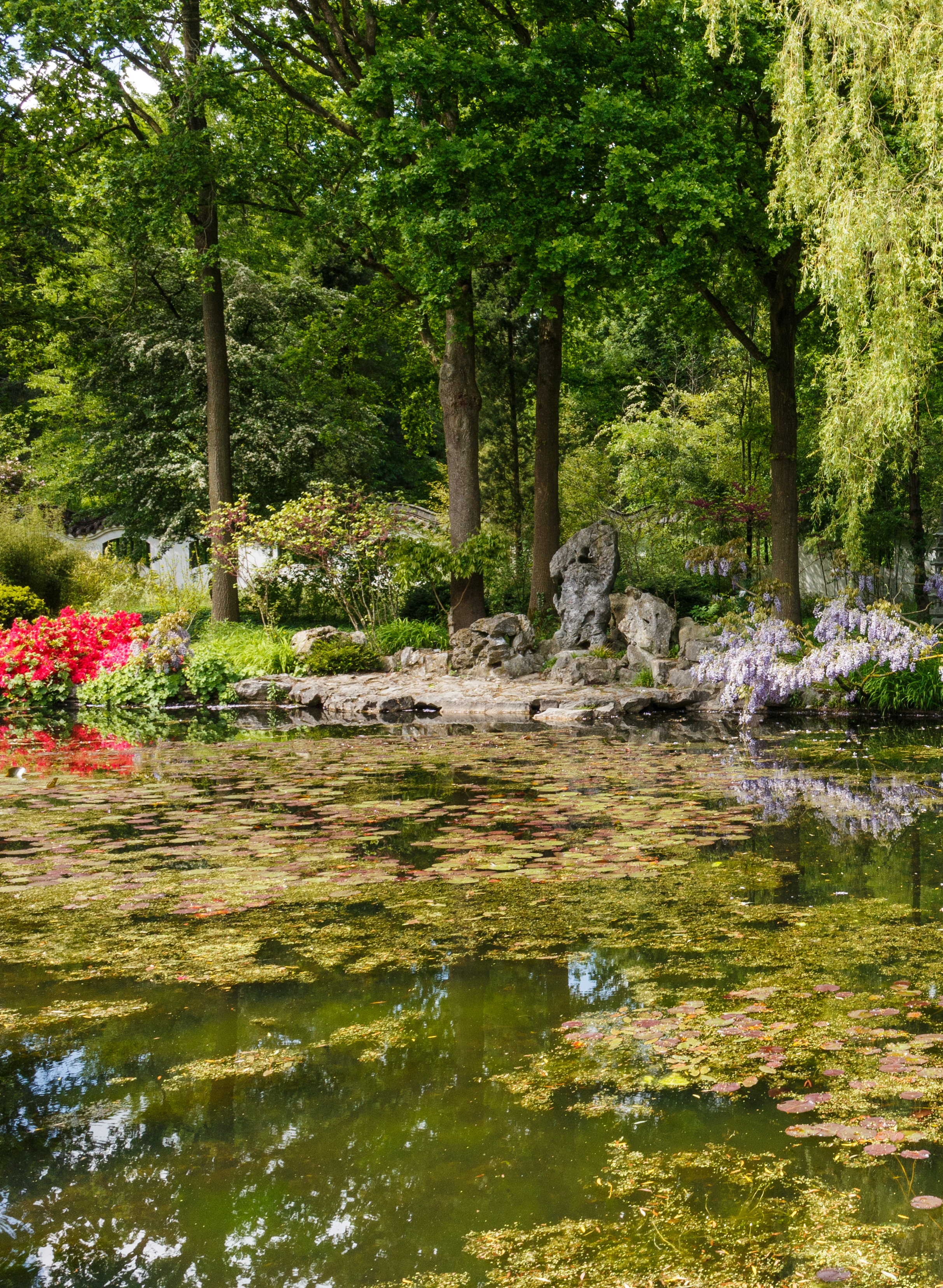
Jardin chinois au Hortus Haren (Groningue).

L'histoire du jardin en Chine est plus que millénaire.
Le jardin a d'abord une origine mystique : Zhuangzi rapporte un discours qu'il attribue à Confucius faisant état du parc de Xiwei, souverain légendaire antérieur à l'Empereur Jaune (II millénaire avant notre ère). 
Le jardin chinois traditionnel symbolise le paradis dans le monde. Selon les anciennes légendes chinoises ce paradis trône au sommet de la grande montagne, dans les îles lointaines au milieu de la mer. Là, se trouve l'élixir de longue vie qui permet d'accéder à l'immortalité. 
Cette légende explique le rôle majeur que la montagne, la mer et les îles jouent dans la symbolique du jardin chinois.
Plus prosaïquement, le jardin se développa sans doute au cours de la dynastie des Han. Il n'était pas alors l'objet d'une recherche esthétique mais était réservé au délassement (Le Jardin sans soucis - Mianyuan) et à la pratique de la chasse. Ainsi le Shuowen jiezi, compilé au IIe siècle de notre ère, mentionne les termes you (parc), pu (potager), yuan (jardin) et yuanyou (parc). Le parc Bechaï, agrandi et transformé depuis, fut créé sous les Han en -104[réf. nécessaire].
À partir des Tang et des Song, l'environnement qu'il soit intérieur comme extérieur, commence à jouer un rôle prépondérant dans la conception des jardins. C'est sous les Ming et les Qing qu'il acquiert sa dimension artistique et atteint sa plénitude. Lorsqu'on évoque l'art des jardins chinois, c'est aux jardins conçus durant cette période qu'on se réfère. S'il on en croit l'adage populaire, c'est au sud du fleuve bleu ou dans son delta que les plus beaux furent imaginés :
« Au ciel existe le paradis et sur la terre, Suzhou et Hangzhou. » (chinois : 上有天堂，下有苏杭 ; pinyin : shàng yǒu tiāntáng, xià yǒu sū háng).
Dès le IIIe siècle le jardin va sortir de la sphère impériale grâce au développement d'une classe de marchands fortunés et surtout de lettrés fonctionnaires (chinois 士大夫 pinyin shidafu) qui veulent bénéficier des bienfaits de la nature sans quitter la ville et leurs affaires. Les styles de jardins vont alors se multiplier en fonction de l'usage qui leur est dévolu.
Certains sont de grandes dimensions et très opulents. Ils sont alors ouverts au public afin de montrer la puissance de leur propriétaire.
D'autres vont au contraire se fermer aux regards extérieurs et entrer dans l'intimité de la famille. Essentiellement propriété des shidafu, ils sont le reflet de la culture humaniste chinoise. Elle les pousse à associer à la réussite sociale acquise en servant l'État et l'Empereur et relevant plutôt des valeurs confucéennes, la réussite spirituelle qui s'acquiert en cultivant sa vie intérieure et qui relève elle des valeurs taoïstes. En s'appropriant les jardins, ils vont ainsi leur ajouter une dimension symbolique, en faire un lieu de refuge et de méditation, tenter d'y recréer une nature, voire un monde idéalisé.
Le développement du bouddhisme et du taoïsme va permettre au jardin de gagner le monde religieux dans les temples que les moines ont construits à l'écart des villes.
L'art des jardins chinois va ainsi évoluer dans trois milieux différents (empereur, bourgeoisie marchande et monde monacal) se perfectionnant jusqu'au XVIIIe siècle. 
La pénétration occidentale (missionnaires, colonisateurs) introduit alors la culture du jardin occidental. Le jardin français conçu avec l'aide des missionnaires français dans le jardin Yuanming Yuan est l'un des exemples les plus frappants de cette importation. Néanmoins, elle signe également la fin des jardins chinois traditionnels.
Au regard de leur profusion à l'époque ancienne, bien peu de jardins chinois traditionnels subsistent aujourd'hui. La plupart ont été victimes d'incendies accidentels ou volontaires. Comme les bâtiments traditionnels chinois étaient construits en bois, aucun vestige, pas même architectural, ne subsiste.
Notons pour finir les apports décisifs du jardin chinois vis-à-vis des jardins japonais et coréens qui ont ensuite développé leur propre esthétique.

## Principaux aspects du jardin chinois

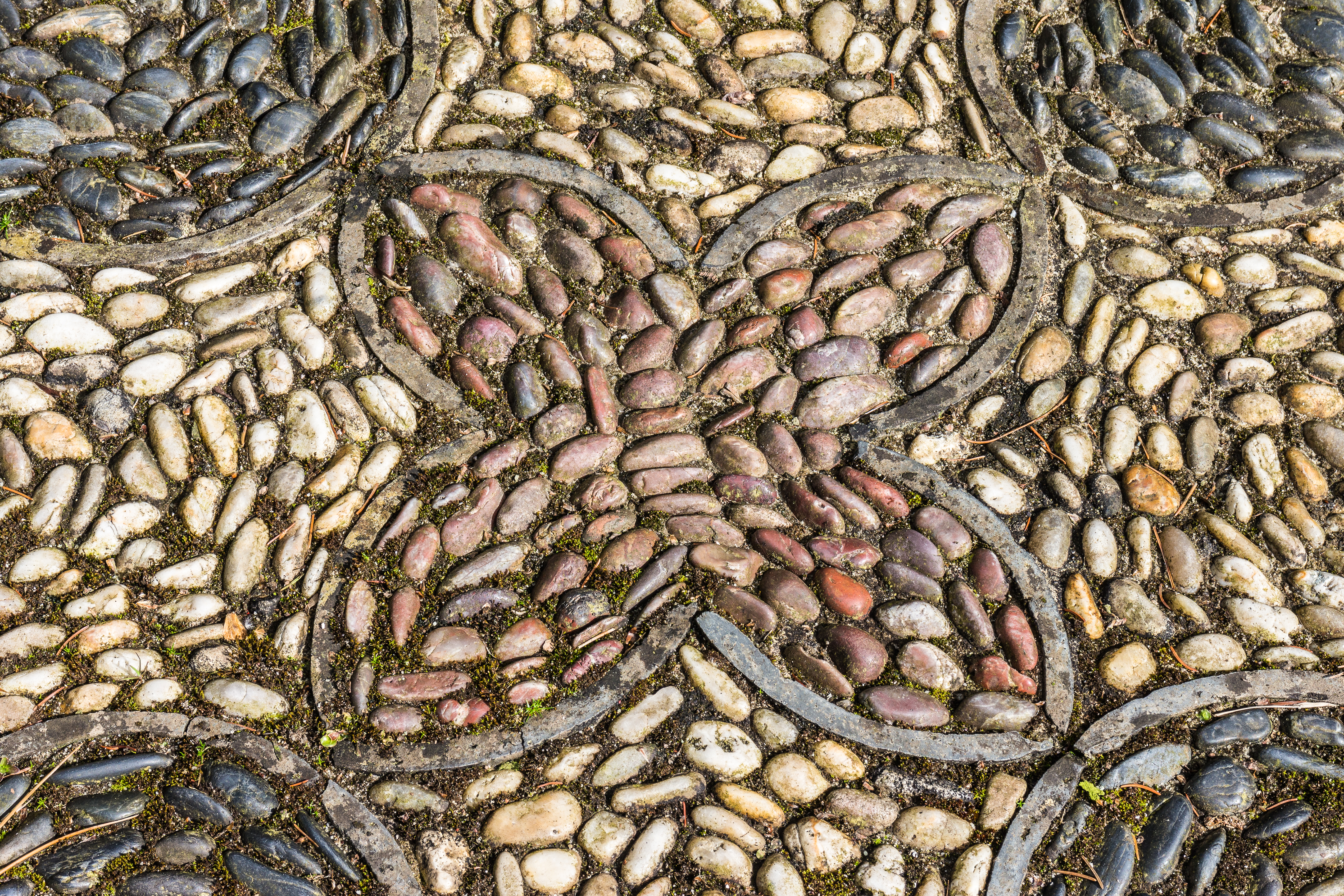
Un pavage dans un jardin chinois de Hortus à Haren (Groningue). Mai 2017.

Ji Cheng, l'auteur du Yuanye, considérait que la réussite d'un jardin dépendait de deux principes essentiels : l'adaptation à l'environnement et l'emprunt à d'autres paysages.
Il pourrait y être ajouté la création d'un monde en miniature.
« Le monde dans un grain » est ainsi une expression bouddhique qui reflète l'une des préoccupations majeures du paysagiste chinois.
La petitesse donne de la valeur à l'objet. Plus la reproduction de l'objet naturel s'éloigne, par ses dimensions, de la réalité, et plus il revêt un caractère magique ou mythique. Ce point est à rapprocher du précédent. Si aménager un parc qui contienne au complet toutes les essences et tous les êtres de l'univers constitue déjà un acte de magie, le réduire à l'état de miniature revient à lui ôter le dernier semblant de réalité et par là l'élève au-dessus de cette dernière.
Nous verrons dans les quelques points qui suivent comment ces différents aspects sont mis en pratique dans la réalisation d'un jardin.

### Principes généraux
L'artiste doit faire montre de sa capacité à utiliser l'environnement naturel pour créer son œuvre plutôt que de celle à le maîtriser. La symétrie n'est pas érigée en principe comme dans le jardin occidental, l'artiste cherchant plutôt à dégager une harmonie générale qui puisse avoir apparence naturelle. Il s'agit en quelques de sorte de donner une représentation idéale de la nature, de la sublimer.
L'habitat est composé de bâtiments séparés par des cours, disposés selon un ordre conventionnel, en principe le long d'un axe (yang). Les jardins, eux, ont un plan libre et asymétrique (yin). Dans toute composition il y a un espace ouvert dans lequel sont mis en place les principaux décors et les pavillons les plus importants pour les contempler, au cœur d'un entrelacs de galeries, de chemins et de bosquets.
Un jardin est un élément qui se vit dans le temps. Le jardin doit savoir tirer parti de l'alternance des saisons et de la succession de floraisons qui l'accompagne, des jeux de lumière et d'ombre procurés par le cycle solaire, des alternances diurnes et nocturnes. Au travers des incessantes et multiples transmutations, le jardin acquiert une nouvelle dimension, celle où chaque instant se définit par des visions éphémères et des impressions fugitives, dans un univers en perpétuel devenir.

### Les paysages empruntés
L'emprunt des scènes est lui aussi déterminant dans la qualité du jardin. Dès la dynastie des Jin de l'Est, de multiples documents mentionnent cette pratique. Il ne s'agit pas de copier le plus fidèlement possible mais de recréer dans l'esprit du spectateur les sensations qu'il pourrait éprouver à la vue de la scène représentée.
Chen Chongzhou écrit : « Toute la subtilité réside dans le mot "je vois" : l'emprunt s'est réalisé entre intention et hasard d'une manière totalement naturelle et élégante ».
Le jardin devient alors le lieu du regard partagé, le lieu de deux espaces. On retrouve aussi dans cette conception la nécessaire continuité spatiale entre espace intérieur et extérieur.
La frontière entre artifice et réalité est parfois ténue, en témoignent les lamaseries du jardin dans lesquelles avaient été détachés des prêtres ou les rizières dans lesquelles travaillaient des paysans.
Le jardin chinois est une réflexion complexe

### Feng Shui
Le feng shui (littéralement vent et eau) consiste à examiner les éléments constitutifs de l'environnement en vue de l'établissement d'un édifice, le faste ou le néfaste d'un site déterminant la prospérité ou la décadence du maître des lieux. 
Le feng shui remonte au moins au IIIe siècle et ses racines idéologiques sont encore plus anciennes. Il vise à développer une manière de vivre harmonieuse assurant prospérité et bonheur. L'énergie vitale qi (littéralement air, souffle, énergie, tempérament ou atmosphère) doit être captée et dirigée à des fins bénéfiques.
Selon la philosophie taoïste ce flux d'énergie invisible est porteur d'une force vitale. Progressivement, le fengshui va incorporer des éléments tels que la géomancie ou l'horoscope. 
À partir du IIIe siècle, il est de plus en plus fréquent de faire appel à des experts en feng shui pour déterminer l'emplacement ou l'orientation d'une maison ou d'une tombe. L'application aux jardins de ces préceptes est alors tout à fait naturelle.
Le jardin chinois se doit de refléter la nature. Comme on l'a déjà mentionné, l'harmonie générale est recherchée bien plus que la symétrie et l'ordre. Le principe fondamental du feng shui, « moins est mieux »  s'illustre dans les jardins, la qualité devant prévaloir sur la quantité. Le jardin chinois ne s'apparente donc pas à une collection botanique. Les arbres y sont ainsi plantés de manière asymétrique, ils ont valeur d'éléments structuraux et permettent de créer des perspectives intéressantes ou de mettre en valeur d'autres éléments du jardin (pierre, étendue d'eau).
Selon le concept taoïste du yin et du yang, l'harmonie naît et vit par la présence d'éléments opposés comme beauté et laideur, clair et obscur... Ces équilibres entre éléments opposés sont évidemment mis en valeur dans les jardins. Les rochers par leurs formes tourmentées constituent le yang alors que l'eau du bassin ou de l'étang par l'équilibre qu'elle procure se place du côté du yin.
La montagne et l'eau constituent les deux éléments primordiaux à prendre en compte lors de l'examen du site, le premier exerce son influence sur la destinée de l'homme le second sur sa bonne fortune pécuniaire. Si on peut y voir un rapport évident avec la conception chinoise des jardins, le feng shui et son bien-fondé ont souvent été interrogés par les grands traités de paysagisme.

### Les éléments fondamentaux: l'eau et la montagne

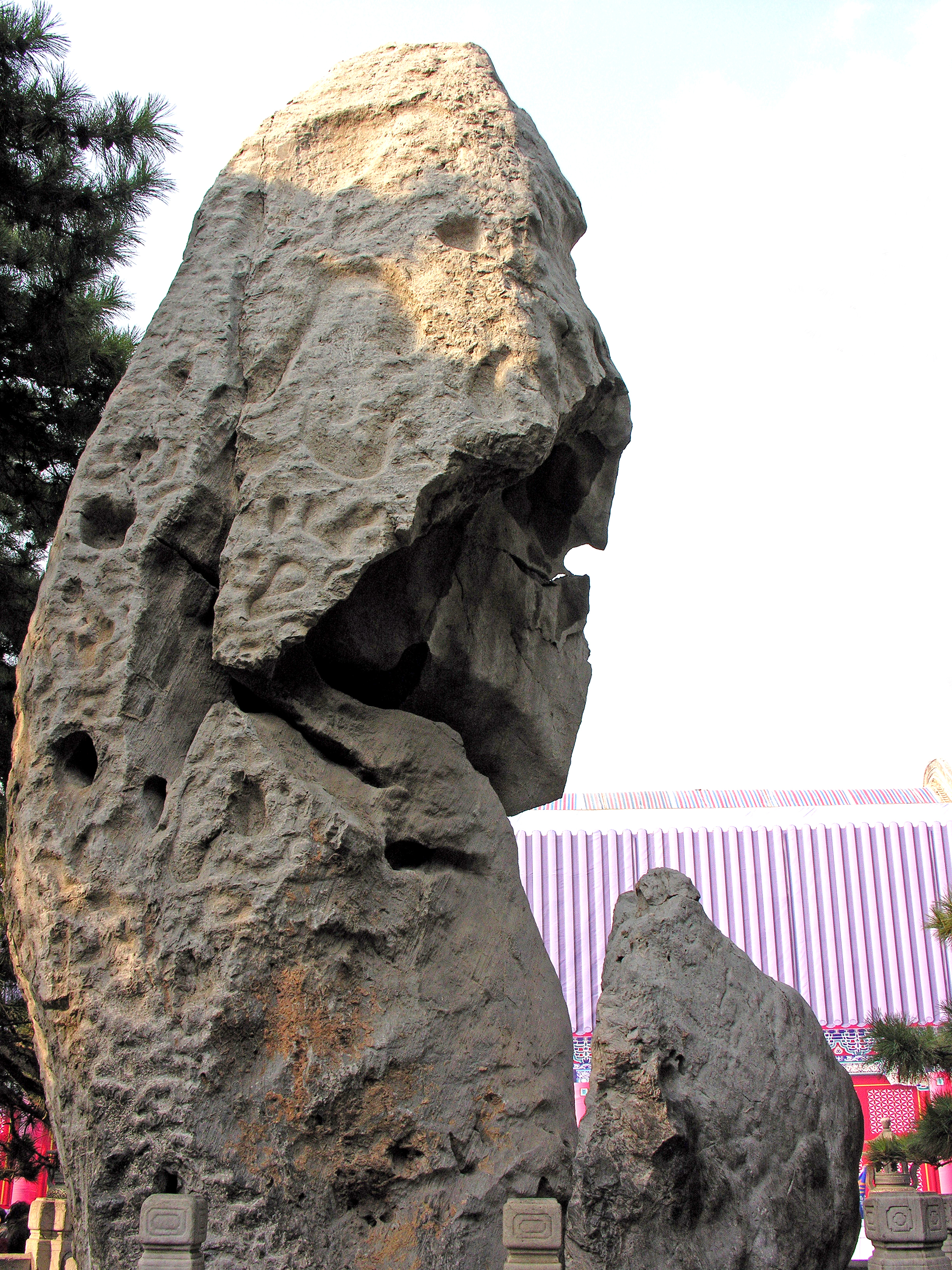
Pierre du lac Tai en forme du Dieu de la Longévité. Palais d'été, Beijing.

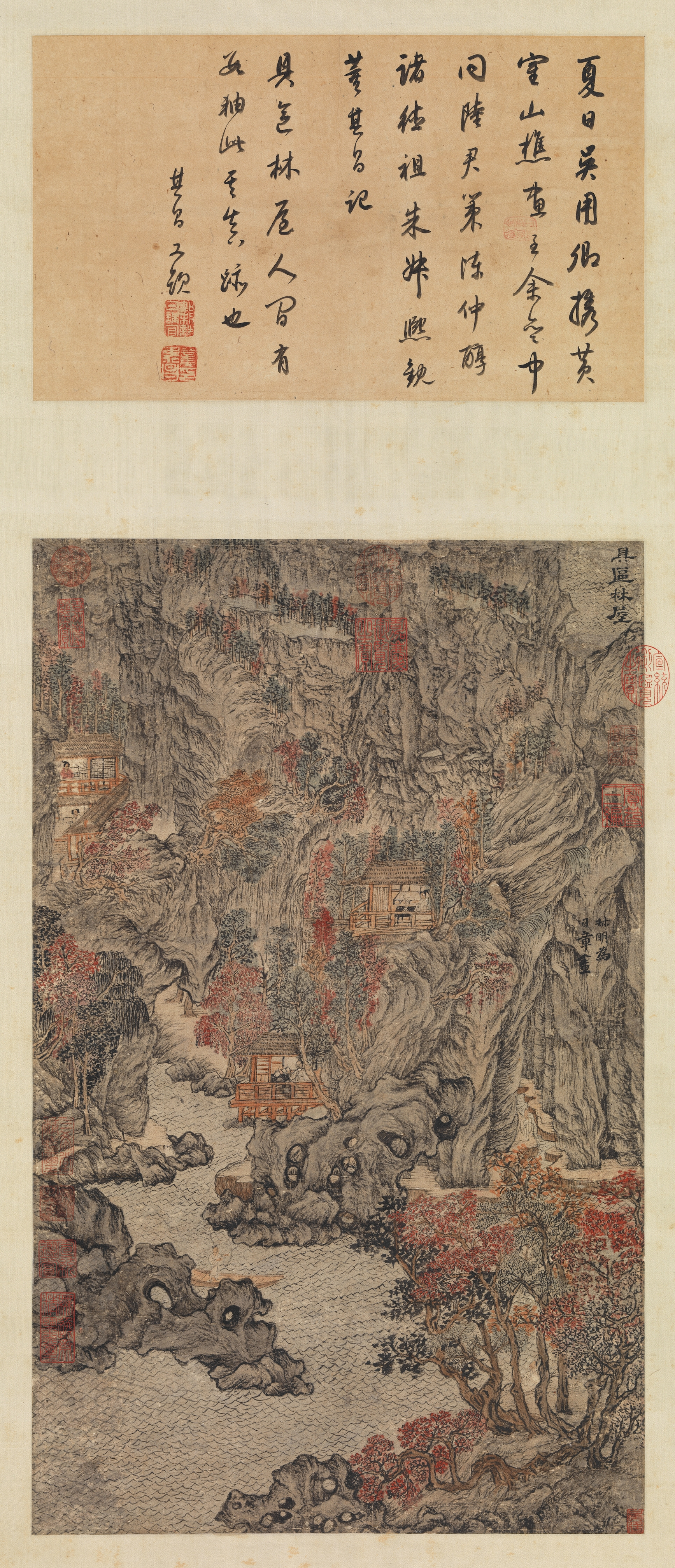
Wang Meng (ca. 1308-1385), Habiter les forêts Juqu (Juqu lin wu), 1378, rouleau vertical, encre sur papier, 68,7 x 42,5cm, National Palace Museum, Taipei.

Comme nous l'avons vu précédemment, l'eau et la pierre sont porteurs d'une grande valeur symbolique. Ils sont également des piliers essentiels de l'esthétique des jardins chinois.
Les pierres peuvent être agencées de différentes manières.
Elles peuvent être accumulées pour donner l'image d'une montagne (shan). En ce cas, elles ont autant un rôle symbolique que structurel. Structurel, car elles forment la toile de fond naturelle d'une perspective, tout en la séparant de la suivante sans aucun élément artificiel. En dissimulant, elles contribuent à dégager une impression d'espace malgré l'exiguïté du jardin.  
Les rochers présentés seuls sont choisis pour leurs formes tourmentées. Ils évoquent l'incertitude et le wei (équilibre précaire). Ils constituent l'ossature du squelette de la Terre symbolisée par les montagnes miniatures. À cette fin, ces pierres à l'aspect tourmenté, pétries par l'énergie vitale, comportent des vides (dont la valeur symbolique dans la culture du taoïsme est centrale). Mais ces trous peuvent aussi suggérer des « yeux » de dragon, à la signification tout aussi codifiée dans la pensée chinoise. On peut en constater la présence constamment dans l'art chinois et en particulier dans la peinture chinoise. On évoquera à ce propos Wang Meng (né vers 1308 et mort vers 1385) et sa peinture Habiter les forêts Juqu (Juqu lin wu) où ces rochers apparaissent significativement le long d'un cours d'eau. Le paysage de montagne métamorphosé par la présence, déplacée, de ces pierres, devenant comme l'image d'un jardin de lettré. Ces pierres étranges fortement creusées de cavités en formes d'« œil de dragon » sont considérées par les anciens chinois comme véhicules de l'énergie vitale qui anime l'univers. Les rochers, comme les montagnes représentent la force créatrice du monde (et il faut considérer chaque jardin de lettré comme une image du monde. Ces pierres et ces représentations de montagnes ont été transportées et mises en scènes dans l'espace, comme espace de promenade,  lieu de trajectoires et de points de vue pour la contemplation. Ces pierres étranges proviennent le plus souvent du lac Tai.
L'eau (shui) se rattache à cette métaphore, puisque son mouvement au sein des rivières ou des ruisseaux qui parcourent le jardin pourrait symboliser le pouls vivant de la Terre.
L'eau est un élément essentiel. Elle favorise par le calme qu'elle véhicule la contemplation méditative. Le son d'une chute d'eau judicieusement placée renforcera ce sentiment. Le bassin, de forme naturelle, toujours dans le souci de préserver l'harmonie naturelle, se trouve au centre et unit les différents éléments du jardin.
L'eau symbolise aussi la force molle qui en suivant la pente du terrain est capable d'éroder n'importe quelle roche. Elle illustre en cela une des valeurs primordiales du taoïsme :
L'homme d'une vertu supérieure est comme l'eau.
L'eau excelle à faire du bien aux êtres et ne lutte point.
Elle habite les lieux que déteste la foule.
Parmi toutes les choses du monde, il n'en est point de plus molle et de plus faible,
et cependant, pour briser ce qui est dur et fort, rien ne peut l'emporter sur elle.
Pour cela, rien ne peut remplacer l'eau.
Ce qui est faible triomphe de ce qui est fort.
Ce qui est mou triomphe de ce qui est dur.
Lao-tseu, Tao-te king.

### La place de l'art dans les jardins chinois: les influences taoïstes

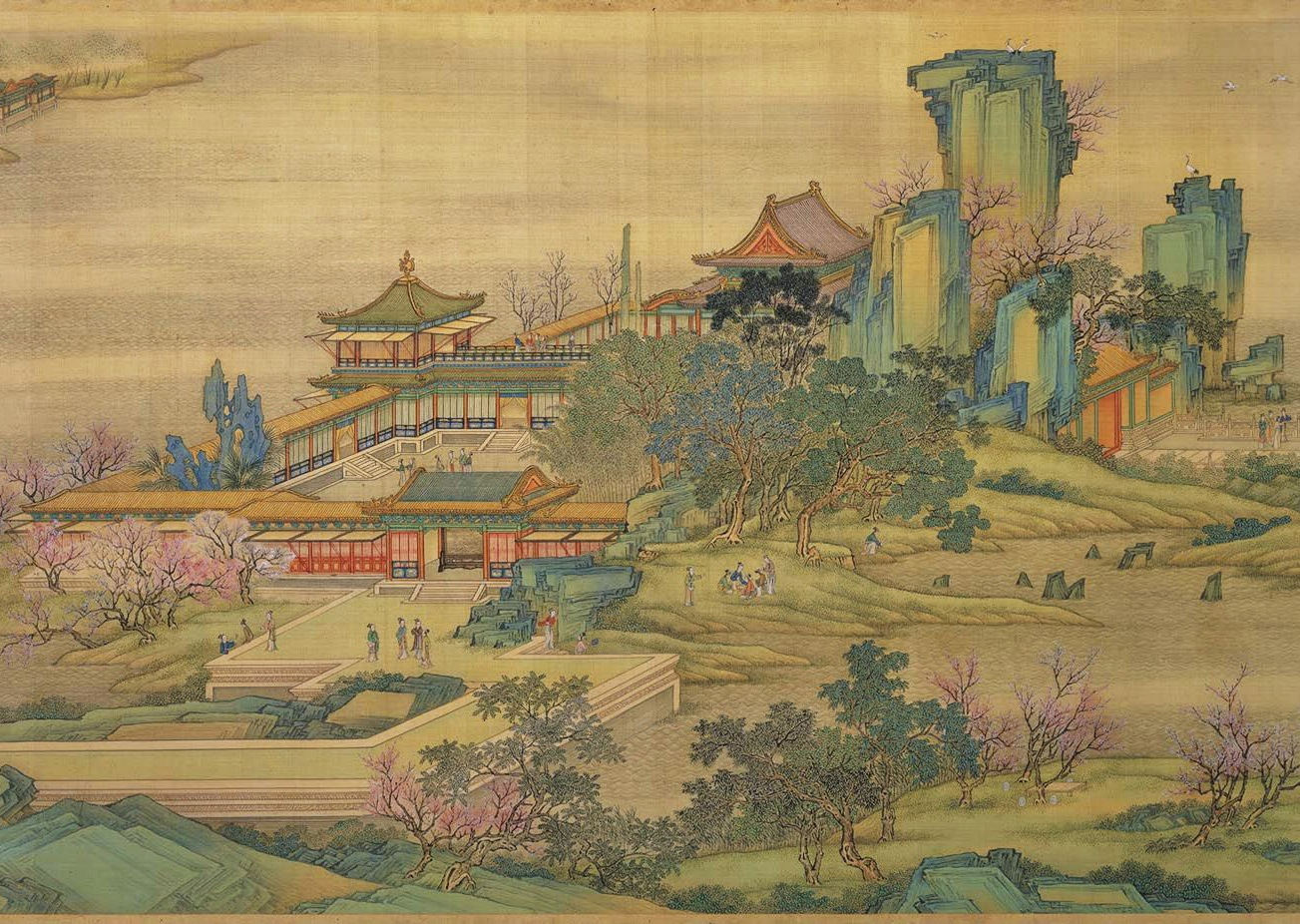
Un détail de Le long de la rivière [de la capitale] au moment de la fête du Qingming. Œuvre collective datée 1736, dynastie Qing, rouleau horizontal, couleurs sur soie, ensemble 35 x 1152 cm. National Palace Museum. Taipei.

L'expression de la philosophie taoïste de la nature ainsi que celle de son lien avec des arts telles que la poésie et la calligraphie constitue une constante dans les jardins chinois. Le  Tao (littéralement la voie) fait référence à un processus plutôt qu'à un chemin à suivre. Cette philosophie met l'accent sur l'unité avec l'univers, dont tous les éléments sont constitués du même matériel, le qi. Le Tao est la somme de toutes les choses passées, présentes et futures. 
Les immenses roches érodées par le temps sont une manifestation du Tao en cela qu'elles représentent le cours du temps et notre avenir décomposé.
Les jardins chinois ont de très profondes racines philosophiques. Les éléments naturels y sont soigneusement choisis pour leurs significations historiques, littéraires ou symboliques. Les peintures de paysage et l'art des jardins se développèrent en parfaite symbiose en Chine. Ce phénomène historique conduisit à développer un « œil » très particulier commun à ces deux formes artistiques. L'aspect « estampe » de certains jardins chinois n'est donc absolument pas le fruit du hasard mais bien le résultat de la combinaison des regards du peintre et du paysagiste. On pourrait même mettre en parallèle l'agencement des jardins et la peinture sur rouleau (inventée par Wang Wei érudit de la période Tang), qui permet de ne dévoiler l'œuvre que progressivement aux yeux du spectateur. Tout comme elle, le jardin n'est jamais visible dans son ensemble. Le jeu des ouvertures que nous examinerons succinctement dans le paragraphe suivant nous fournira une nouvelle illustration de ces liens.
Un jardin doit donc refléter deux souffles vitaux. Celui de la nature qui est mise en scène au travers des arbres, des roches ou des étendues d'eau qui parsèment le jardin mais également celui du jardinier qui représente la création, mais une création qui doit approcher au plus près le plus parfait des équilibres, l'équilibre naturel.

### La place du spectateur
Le jardin est une œuvre, un spectacle qui s'offre aux yeux du visiteur. Jamais l'on arrive à le saisir dans son entier. L'ensemble est rythmé par un réseau de murs troués ici, de portes rondes là, de fenêtres ajourées, qui finissent par transformer le jardin en une infinité de cours et de recoins. Ces cloisonnements qui le structurent et les ouvertures qui y sont pratiquées visent à produire artificiellement un ensemble de sensations visuelles. Les ouvertures conduisent le regard comme un cadre le ferait pour un tableau. Le symbolique se glisse jusque dans leurs formes : la pêche pour l'immortalité ou la longévité (Qinghui yuan à Shunde). 
Elle permet de mettre en valeur ou de cacher certains éléments. Les dispositifs les plus élaborés prennent même en compte le déplacement du visiteur à l'intérieur du jardin. Le jardinier peut par cet intermédiaire, jouer sur la succession des scènes en les juxtaposant dans un ordre bien déterminé. Il est ainsi possible de créer un véritable parcours qui, bien que constitué de multiples scènes préserve l'unité de l'ensemble. Dans le Wangshi yuan à Suzhou, on peut noter les contrastes remarquables créés par l'artiste. Le promeneur passe ainsi en un instant d'une scène paisible dominée par les bambous à celle vertigineuse d'un précipice représenté par une falaise dont on ne peut voir le pied.
Une des scènes les plus récurrentes de ce lieu est sans conteste la montagne artificielle de pierres (yang) dressée au-dessus d'un étang (yin). 
Le jardin n'est pas seulement un spectacle, il est aussi un complément de la maison, c'est-à-dire un lieu de vie. Il doit donc permettre aux êtres humains d'y pénétrer ainsi que de s'y mouvoir.

### L'architecture

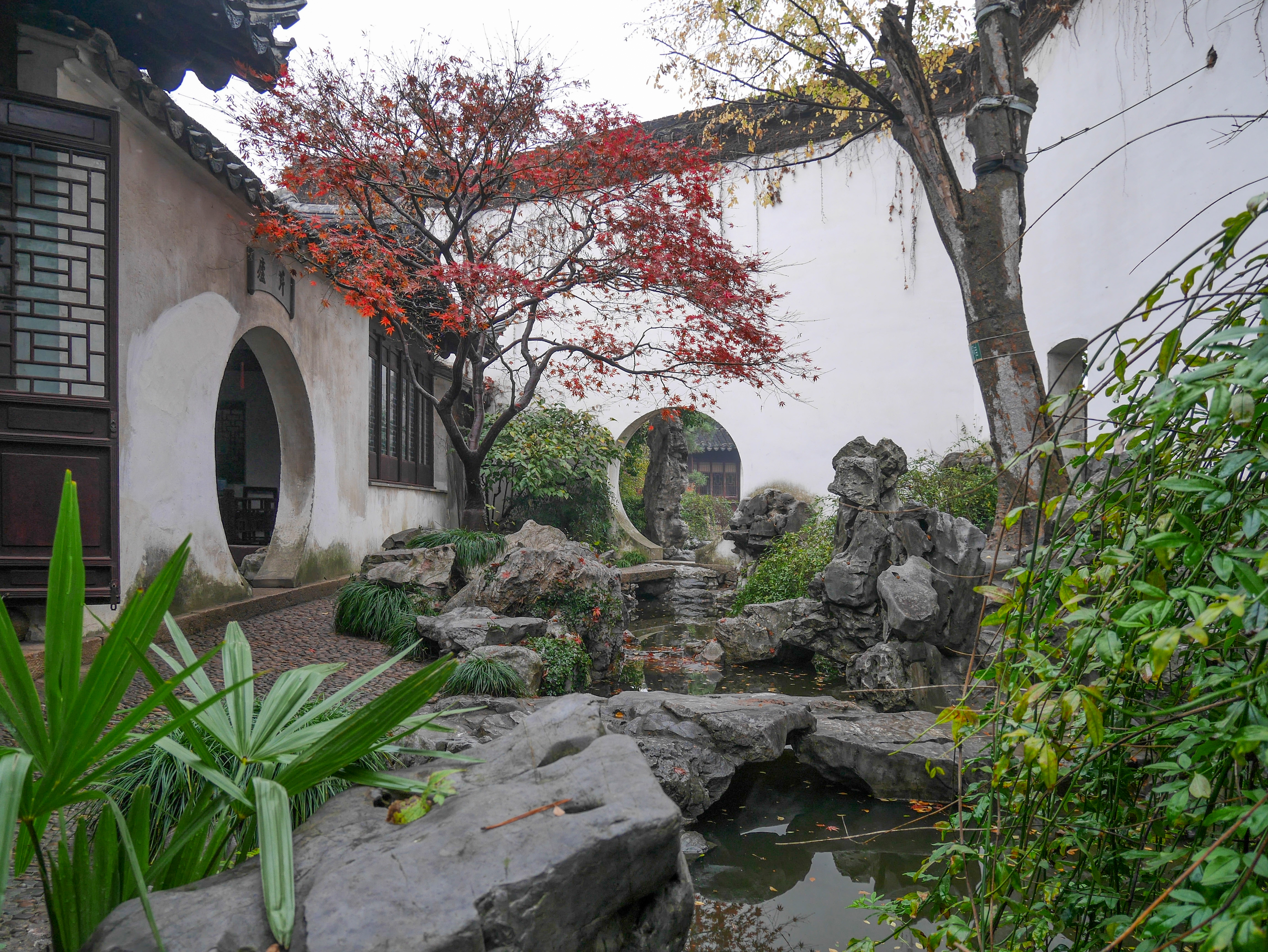
Jardin de Suzhou. Rochers étranges et succession de portes-lunes. Jardin des Arts (Yipu). (2018-11)

L’architecture tient une place importante dans l'art du jardin chinois. Galeries et murs permettent de diviser le jardin en espaces indépendants.
Les pavillons reliés entre eux par un ensemble de galeries permettent au concepteur du jardin de choisir les points de vue qu'il donnera à voir aux visiteurs. Les ouvertures, portes et fenêtres dans ces murs et ces pavillons, grandes et petites, rectangulaires, carrées, rondes ou en forme de vases, dessinent des cadres qui découpent telle perspective, à tel instant de la promenade. Tout est fait pour montrer et cacher, ou révéler un fragment énigmatique, comme tel rocher étrange entr'aperçu au-delà d'une porte-lune, et dans le lointain : un pavillon.
On trouve dans les jardins de multiples formes d'architecture chinoise traditionnelle :
- pavillon ;
- kiosque ;
- pagode ;
- galerie ;
- hall ;
- arche ;
- pont ;
- et même un bateau (Fang), comme celui, exceptionnel, commandé par l'empereur Qianlong pour le Palais d'Été, taillé dans la pierre : bateau de pierre dans le Palais d'Été[2].

### Les plantes et les animaux

#### Les animaux
Les animaux peuvent être présents ou symbolisés par des sculptures.
Le dragon représente l'empereur et le qi lorsqu'il danse. Il n'a pas de connotation négative. Le phénix symbolise l'impératrice, associé avec le dragon la Chine tout entière. La tortue est souvent un symbole de longévité et d'endurance. Le poisson (carpe) représente la persévérance : la carpe lutte contre le courant vers la porte du dragon où elle se transformera en dragon. La chauve-souris est une marque de chance ou de fortune.

#### Les plantes
La plupart des plantes représentées dans les jardins chinois revêtent une dimension symbolique. Ainsi, le pin est associé à la sagesse, le bambou à la force et l'éthique, la pivoine à la richesse et au pouvoir, le lotus à la pureté, le prunier à la noblesse. Dans la peinture de lettrés, fondée en ses principes par Su Shi sous la dynastie Song du Nord, le bambou incarne la sobriété et la permanence en dépit des pires circonstances. Il symbolise le lettré, élégant mais ferme : celui qui plie mais ne cède jamais. Pins, bambous et pruniers sont aussi appelés « les trois amis de l'hiver » dans la culture chinoise : le pin incarne longévité et force, le prunier avec ses premières fleurs à la sortie de l'hiver symbolise la fermeté et le courage dans l'adversité .
La période de floraison participe également de cette symbolique. Ainsi les floraisons précoces du prunier contribuent à l'esthétique du jardin en apportant des couleurs alors que le jardin est recouvert de neige. Le prunus représente donc la ténacité et la résistance à l'adversité. Alors qu'avec l'abondance de ses pétales aux couleurs somptueuses la pivoine symbolise, très logiquement, la richesse.
Le chrysanthème est particulièrement apprécié pour des raisons similaires. Il fleurit à la fin de l'automne alors que la plupart des autres fleurs sont déjà fanées et symbolise le lettré Confucéen idéal. Avec l'orchidée, le bambou et le prunier, il constitue l'une des  « Quatre fleurs de Junzi » (四君子).

## LeYuanming yuanla quintessence du jardin à la chinoise

### Historique
Le jardin du Yuanming yuan (Le jardin de l'Ancien palais d'été ou littéralement le jardin de la clarté parfaite) constitue sans doute l'apogée de deux mille ans d'évolution de l'art des jardins impériaux. 
C'est en 1677 que l'empereur Kangxi (1662-1722) décide de restaurer un jardin hérité de la dynastie déchue des Ming, situé à proximité de la capitale. Rebaptisé Printemps glorieux, le parc devient la résidence de plaisance du souverain qui déserte la Cité interdite où règnent une chaleur étouffante en été et un froid glacial en hiver. En 1709, Kangxi offre à son fils, le futur empereur Yongzheng (1723-1735), un jardin attenant au domaine qu'il baptise Yuanming, « Clarté parfaite ».
Dès son accession au trône, Yongzheng fait de ce lieu sa résidence principale. Le site est agrandi et remodelé d'après la configuration géophysique de la Chine de manière à constituer un microcosme de l'Empire dont il devient le centre politique.
Élevé au Yuanming yuan, son fils, le futur empereur Qianlong (1736-1796), se passionne pour le jardin. Il parachève l'œuvre en faisant construire, par les artistes jésuites à son service, un ensemble de palais européens entourés de fontaines et de jeux d'eau.
À son apogée, le jardin des jardins s'étendait sur 350 hectares au Nord-Ouest de Pékin et renfermait d'inestimables trésors.
La réalisation de ce jardin au XVIIIe siècle correspond à l'apogée tant politique qu'économique et culturel de la Chine. Au cours du siècle suivant, la corruption ne tarde pas à gangrener le pouvoir et la décadence s'installe parmi les mandarins. La Deuxième guerre de l'opium où s'affrontent la Chine et l'Europe éclate ainsi moins d'un siècle après l'achèvement du Yuanming yuan. Elle y trouvera son dénouement tragique. Le domaine est pillé par le corps expéditionnaire franco-britannique puis livré aux flammes par Lord Elgin en 1860.  Aujourd'hui, il ne reste plus qu'un seul jardin restauré après l'incendie, bien modeste témoignage de la magnificence du jardin des jardins.
« Bâtissez un songe avec du marbre, du jade, du bronze et de la porcelaine, charpentez-le en bois de cèdre, couvrez-le de pierreries, drapez-le de soie, faites-le ici sanctuaire, là harem, là citadelle, mettez-y des dieux, mettez-y des monstres, vernissez-le, émaillez-le, dorez-le, fardez-le, faites construire par des architectes qui soient des poètes les mille et un rêves, des mille et une nuits, ajoutez des jardins, des bassins, des jaillissements d'eau et d'écume, des cygnes, des ibis, des paons, supposez en un mot une sorte d'éblouissante caverne de la fantaisie humaine ayant une figure de temple et de palais, c'était là ce monument. » Victor Hugo, Lettre au Capitaine Butler.

### Le jardin des jardins
On y retrouve la plupart des éléments caractéristiques du jardin chinois.
Le Yuanming yuan constitue avant tout la création d'un univers en miniature. Il peut sembler étrange de choisir un jardin aussi vaste et grandiose que celui du palais d'été pour illustrer le concept primordial de microcosme. Néanmoins, si on considère qu'en tant que jardin impérial, le microcosme correspond à l'Empire tout entier, le paradoxe n'est plus qu'apparent.
Le jardin est entièrement artificiel jusqu'au relief et au lac qui le caractérisent. Tout a été créé par la main de l'homme sous la direction d'un bureau réservé à cet effet. On y retrouve les éléments naturels fondamentaux du jardin chinois, l'eau et le relief, qui structurent et divisent l'espace. 
La nature est représentée ou plutôt idéalisée. Son agencement est le reflet de la personnalité de son propriétaire, l'empereur qui a, semble-t-il, travaillé personnellement à l'élaboration de ses plans.
Dans le cas du Yuanming yuan, le feng shui a sans doute joué un rôle majeur. Ainsi, un rapport non daté évoque un examen minutieux ayant permis de montrer la parfaite concordance entre les éléments intérieurs (montagne et eau) et les figures géomantiques. En particulier, la proximité à l'ouest de chaînes montagneuses forme un paravent de montagnes qui permet de préserver le qi, souffle vital du lieu.
À l'intérieur du cadre tracé par la montagne et l'eau, qui structurent le jardin, de multiples paysages ont été dessinés évoquant les plus célèbres sites chinois. 
Dans le jardin de la Clarté parfaite, rochers et plans d'eau ont été aménagés pour répondre à la configuration de l'Empire en « neuf régions et quatre mers ». Le point culminant représentait le mont Kunlun, géniteur des principales chaînes de montagne en Chine. De là partaient les trois grandes chaînes du jardin. L'eau se divisait en deux branches principales, l'une formait une fourche puis confluait vers un plan d'eau de quatre hectares ; l'autre bifurquait plusieurs fois avant de se déverser dans un immense lac de vingt-sept hectares, symbole de la mer de Chine.
Il y est fait également référence à la doctrine confucianiste marquant ainsi le caractère impérial du lieu : le gouvernement de l'État au juste milieu et le respect des ancêtres sont ainsi des valeurs particulièrement mises en valeur. L'aménagement paysager devient ainsi le vecteur de messages politiques.
Le Yuanming yuan bâti sur une plaine parfaitement plane n'avait pas à s'adapter au relief, mais sa localisation démontre le souci d'utiliser l'environnement préexistant, respectant ainsi les préceptes de Ji Cheng. Ainsi, le secteur de Haidian est extrêmement bien pourvu en eau, élément essentiel s'il en est du jardin chinois.

## Autres célèbres jardins chinois

### Jardins privés
- Article général : Jardins classiques de Suzhou, classés dans la liste du patrimoine culturel mondial de l'UNESCO
- Zhuo zheng Yuan (chinois traditionnel : 拙政園 ; chinois simplifié : 拙政园, hanyu pinyin : Zhuōzhèng Yuán, Jardin de la Politique des Simples), à Suzhou
- Wang Shi Yuan (chinois traditionnel : 網師園 ; chinois simplifié : 网师园, hanyu pinyin: Wǎngshī Yuán, Jardin du Maître des Filets), à Suzhou
- Yi Yuan (chinois traditionnel : 怡園, chinois simplifié : 怡园, hanyu pinyin : Yí Yuán, Jardin de l’Harmonie, littéralement « jardin joyeux »), à Suzhou
- Cang Lang Ting (沧浪亭, hanyu pinyin : Cāng Làng Tíng, Jardin du Pavillon des Vagues, littéralement « pavillon des vagues bleu foncé »), à Suzhou
- Liu Yuan (chinois simplifié : 留园, hanyu pinyin : Liú Yuán, Jardin d’Attachement, littéralement « jardin où l’on flâne »), à Suzhou
- Huan Xiu Shan Zhuang (环秀山庄, hanyu pinyin : Huánxiù Shānzhuāng, Villa au Sein de la Beauté, littéralement : “séjour de montagne aux beaux alentours”), à Suzhou
- Bao Jia Hua Yuan (鲍家花园, hanyu pinyin : Bào Jiā HuāYuán, Jardin de la famille Bao), à Shexian, An'hui province.

### Jardins impériaux
- Palais d’été à Chengde (避暑山庄 ; hanyu pinyin : Bìshǔ Shānzhuāng; littéralement : “séjour de montagne pour éviter la chaleur” ; mandchou : Halhūn be jailara gurung), à Chengde
- Parc Beihai (北海公园 ; hanyu pinyin: Běihǎi Gōngyuán : “parc de la Mer du Nord”), à Pékin
- Yuan Ming Yuan (chinois traditionnel : 圓明園 ; chinois simplifié : 圆明园; hanyu pinyin : Yuánmíng Yuán : “jardin de la clarté parfaite”), détruit par les Occidentaux, au nord-ouest de Pékin

### Jardins de temples
- Lingyin (chinois traditionnel : 靈隐寺; chinois simplifié : 灵隐寺; hanyu pinyin : Língyǐn Sì : “temple de la retraite de l’âme”), au nord-ouest de Hangzhou
- Huang Long Dong (chinois simplifié : 黄龙洞, hanyu pinyin: Huáng Lóng Dòng : grotte du dragon jaune)